# Doug Carn
Doug Carn (New York, 14 juli 1948) is een Amerikaanse jazz-muzikant: hij is zanger en componist en speelt piano, orgel en hobo. Hij maakte enkele albums voor Black Jazz Records die een cult-status hebben gekregen.

## Biografie
Carn begon op de piano, maar stapte over op de altsaxofoon toen hij acht was. Later had hij een groep, de NuTones. Ook speelde hij orgel in een kerk. Hij studeerde aan de Jacksonville University (hobo en compositie) en Georgia State College. In 1969, het jaar waarin hij afstudeerde, kwam hij met een eerste album. Hij werkte met onder meer Lou Donaldson en Stanley Turrentine en nam in de jaren zeventig verschillende albums op, waaronder "Infant Eyes", een album met (instrumentale) jazzklassiekers van onder meer John Coltrane waarvoor hij teksten schreef. Zijn toenmalige vrouw en latere rhythm-and-blues-zangeres Jean Carne werkte aan deze platen mee. Naast zijn eigen albums, speelde Carn ook mee op albums van anderen, zoals Melvin Van Peebles, Obie Jessie, Intuit, Curtis Fuller, Calvin Keys, Chip Shelton en Cindy Blackman.

## Discografie
- The Doug Carn Trio, Savoy Records, 1969
- Infant Eyes, Black Jazz, 1971
- Spirit of the New Land, Black Jazz, 1972
- Revelation, Black Jazz, 1973
- Adam's Apple, Black Jazz, 1975
- Higher Ground, Ovation, 1976
- Al Rahman: Cry of the Floridian Tropic Son, Heavenly Sweetness, 1977
- Best of Doug Carn (compilatie), Universal Sound, 1996
- New Incentive: Firm Roots, Black Jazz, 2002